# Rykynčice
Rykynčice – wieś (obec) na Słowacji położona w kraju bańskobystrzyckim, w powiecie Krupina. Pierwsze wzmianki o miejscowości pochodzą z roku 1279.
Według danych z dnia 31 grudnia 2012, wieś zamieszkiwało 299 osób, w tym 158 kobiet i 141 mężczyzn.
W 2001 roku pod względem narodowości i przynależności etnicznej 99,19% mieszkańców stanowili Słowacy, a 0,81% Węgrzy.
Ze względu na wyznawaną religię struktura mieszkańców kształtowała się w 2001 roku następująco:
- Katolicy rzymscy – 88,35%
- Ewangelicy – 10,84%
- Ateiści – 0,54%
- Nie podano – 0,27%